# Eupithecia corrasa
Eupithecia corrasa är en fjärilsart som beskrevs av Warren. Eupithecia corrasa ingår i släktet Eupithecia och familjen mätare. Inga underarter finns listade i Catalogue of Life.